# Asan (Katmandú)
La Asan (en nepalí: असन) es una plaza ceremonial, de mercado y residencial en el centro de Katmandú, capital de Nepal. Es uno de los lugares históricos más conocidos de la ciudad y es famosa por su bazar, su calendario festivo y una ubicación estratégica. Asan ha sido descrita como uno de los mejores ejemplos Newar de un bazar tradicional asiático. Los grupos Tuladhar, Shrestha, Bajracharya y Shakya constituyen la mayor parte de la población.
Seis calles convergen en Asan dando a la plaza un ajetreo continuo. El bazar de Asan atrae a compradores de todo Katmandú debido a la enorme variedad de mercancía vendida aquí, que van desde alimentos, especias y textiles a la electrónica y lingotes.